# Ion (logiciel)
Pour les articles homonymes, voir Ion (homonymie).
Ion est un gestionnaire de fenêtres pour le système X Window. Il est basé sur le code de PWM. Il a pour principale caractéristique une très grande légèreté, une esthétique sommaire mais une utilisation très efficace.
ion n'est plus disponible depuis avril 2010 depuis la page officielle. Apparemment, l'auteur a arrêté de maintenir ou de distribuer ion. La dernière version de ion3 est toutefois disponible sur quelques sites.

## Principales caractéristiques
- Utilisation massive de raccourcis clavier.
- Nouvelle approche de l'interface par une gestion avancée de l'arrangement des fenêtres.
- Gestion des fenêtres par onglets.